# Lymantria umbrosa
Lymantria umbrosa är en fjärilsart som beskrevs av Butler 1881. Lymantria umbrosa ingår i släktet Lymantria och familjen tofsspinnare. Inga underarter finns listade i Catalogue of Life.